# Wayne (Michigan)
Pour les articles homonymes, voir Wayne.
Wayne est une ville située dans le comté de Wayne dans l'État du Michigan aux États-Unis. La population s'élevait à 17 593 habitants lors du recensement de 2010.